# Bôrik (chráněný areál)
Bôrik je chráněný areál v bratislavském Starém Městě v okrese Bratislava I v Bratislavském kraji na Slovensku. Území bylo vyhlášeno v roce 1982 a jeho rozloha je 1,43 hektaru. Předmětem ochrany je porost borovice černé (Pinus nigra) v Hrebendově ulici.